# Сосновое (Мордовия)
Сосновое — село в Ардатовском районе Мордовии. Входит в состав Редкодубского сельского поселения.

## История
В 1967 году указом президиума ВС РСФСР село Трепаловка переименовано в Сосновое.

## Население
| 2002 | 2010 |
| ---- | ---- |
| 95   | ↘61  |